# Lisa Smit
Lisa Smit (Amsterdam, 26 oktober 1993) is een Nederlandse actrice.
In 2005 maakte zij haar debuut met een bijrol in de Telefilm Gezocht: Man van Patrice Toye. Haar eerste grote hoofdrol speelde zij als Liselore in De Griezelbus van regisseur Pieter Kuijpers.
In 2007 speelde Lisa in Willemspark, een televisieserie over het opgroeien van rijke kinderen in Amsterdam-Zuid en in 2008 was ze te zien naast Theo Maassen in de thriller TBS, over een ontsnapte tbs'er die een meisje van dertien gijzelt. Voor haar rol in die film ontvangt zij begin 2009 een CosmoGirl! Born To Lead Award in de categorie Rising Star. Ook haalt zij de shortlist van de Rembrandt Award 2009 in de categorie Beste Actrice.
In 2010 was ze te zien in een gastrol in het tweede seizoen van de serie We Gaan Nog Niet Naar Huis. En speelde ze de vrouwelijke hoofdrol in de arthouse film Shocking Blue van Mark de Cloe. In 2011 speelde ze een bijrol in de speelfilm Lena van de Vlaamse regisseur Christophe van Rompaey, die in Toronto in première ging.
Sinds 2012 speelt Lisa een vaste rol als de jongste dochter van Monique van de Ven in de tv-serie Dokter Deen. In 2013 krijgt ze goede kritieken voor haar rol in de Duitse speelfilm Quellen des Lebens. Bij de Duitse filmprijzen, de Lola's, werd de film genomineerd voor Beste Speelfilm. Ook speelde ze in de tv-serie Zusjes en in de serie Max & Billy's Drill Machine Girl. Deze oorspronkelijk voor internet gemaakte maar ook bij Veronica op tv uitgezonden serie wordt genomineerd voor een Digital Emmy Award.
In 2014 speelde Lisa o.a. in drie korte films: De Laatste Dag van de Zomer van regisseur Feike Santbergen wordt geselecteerd voor de competitie van het Toronto International Film Festival (TIFF), Forever After en de film Guys Night. Ook speelde ze een gastrol in de tv-serie Danni Lowinski.
In 2016 was Lisa te zien in het derde seizoen van Dokter Deen en speelde ze een van de hoofdrollen in de dramaserie Project Orpheus.

## Filmografie
- Mijn vader is een vliegtuig (2021) - jonge Willemien
- Ares (2020) - Carmen Zwanenburg
- Baantjer het Begin (2019) - Pien Montijn
- Der Amsterdam Krimi (2018) - Maartje de Wit
- Redbad (2018) - Fenne
- Project Orpheus televisieserie (2016) - Daniëlle Veldhoven
- Kenau (2014) - Gertruide
- Guys Night (Kortfilm) (2014) - Sonja
- De laatste dag van de zomer (2014)
- Max & Billy's Drill Machine Girl televisieserie (2013) - Sarah
- De meisjes van Thijs televisieserie (2013)
- Jong! film (2013)
- Zusjes televisieserie (2013) - Noor
- Dokter Deen televisieserie (2012 - 2018) - Wendy van Buren
- Quellen des Lebens (2012) - Laura
- Mijn Marko (2011) - Esmee
- Lena (2011) - Hanneke
- Bluf (2011) - Debby
- Shocking Blue (2010) - Manou
- Flikken Maastricht (2010-2011) - Loretta Versteeghe - Afl. Alarm, Hangen en Begraven
- We gaan nog niet naar huis (2010) - Baukje
- Breath (2009) - Isabel
- Zwart water (2009) - Stem Karen (10)
- TBS (2008) - Tessa
- Los (2007)
- Onzichtbaar (2007)
- Willemspark (2007)
- Ebony (2007)
- Absolutely Positive (2006)
- Boks (2006)
- Tyger (2006)
- De Griezelbus (2005) - Liselore
- Liefs uit de Linnaeusstraat (2005)
- Gezocht: Man (2005)[4]
- Burgers/Reizigers (2005)